# NGC 343
NGC 343 este o galaxie spirală situată în constelația Balena. A fost descoperită în anul 1886 de către Frank Muller.